# Anthurium spathiphyllum
Anthurium spathiphyllum är en kallaväxtart som beskrevs av Nicholas Edward Brown. Anthurium spathiphyllum ingår i släktet Anthurium och familjen kallaväxter. Inga underarter finns listade.